# Crkva Drinskih mučenica u Goraždu
Crkva Drinskih mučenica je rimokatolička crkva u Goraždu čiji je projekt izgradnje u tijeku. 

## Povijest

### Financijska konstrukcija
Inicijalni novac za izgradnju crkve odavno je osigurana ponajviše zahvaljujući donacijama. Najveća je donacija profesora Vladislava Muse koji je 2012. godine za ovu crkvu dao 50.000 eura.

### Kontakti s lokalnim vlastima
Početkom srpnja 2014. u Sarajevu se održao važan sastanak misionara od širom svijeta. Tim je povodom u Goražde 9. srpnja 2014. došla skupina koju je predvodio nadbiskup metropolit vrhbosanski kardinal Vinko Puljić. Došli su posjetiti spomen-obilježje u čast časnim sestrama blaženim Drinskim mučenicama, koje je na mjestu stradanja. Prigodom posjeta došli su i u Župni ured u Goraždu gdje je svetkovana misa. Župni ured je mjesto gdje se u Goraždu svake nedjelje održava misa i koju pohode katolički vjernici cijelog tog kraja. Pokazalo se da postojeći prostor u župnom uredu u Goraždu pretijesan, jer se pokazalo da ne može primiti posjetitelja niti koliko stane u jedan autobus.
Zato je kardinal Puljić zamolio načelnika općine Goražde dr.sci Muhameda Ramovića da ga primi na razgovor u kojem će se naći neki način za rješenje izgradnje jedne male crkve, na lokaciji koja je već određena te je sad sve stvar procedure u administraciji. Naglašena je namjera da se ne misli graditi veliku crkvu, nego prostor koji bi mogao primiti ljudi koliko stane u dva autobusa ljudi koji dolaze u Goražde, tako da bi se mogla održavati i vjerska služba i spomena na te sestre. Kardinal je obrazložio to time što će ljudi koji dolaze u Sarajevo i u BiH sve češće svraćati u Goražde povodom Drinskih mučenica. Time bi Goražde postajalo sve poznatije kao mjesto, spomenio važnost vjerskog turizma te naglasio to kao mogućnost da na neki način ljudi upoznaju mjesto i zavole mjesto.
U općini su istog dana goste primili općinski načelnik Muhamed Ramović, predsjedavajuća općinskog vijeća Goražde Jelena Mirković te suradnici. Načelnik je izjavio da će općina Goražde poduprijeti projekt. Prema izjavi načelnika Ramovića, općinsko je vijeće i služba načelnika stavlja se u potpunosti na raspolaganje katoličkoj zajednici po pitanju ovog projekta, zatim da je donijelo Odluku o izmjeni Regulacijskog plana za baš taj ulice Jusufa Duhovića, jer je na toj lokaciji postojala crkva. Najavljeno je da će u skladu sa Zakonom izdati svu potrebnu dokumentaciju u najkraćem periodu, te da će dimenzije crkve uklopiti prema želji misionara. Očekivalo se tih dana idejni projekt.

### Birokratski zastoj
Nakon usmenih razgovora u srpnju, rujna iste godine ekonom nadbiskupije podnio je zamolbu za dodjelu zemljišta. Nakon toga stvar je zapela, jer sve nije bilo dovoljno lokalnim vlastima u Goraždu za dodjelu zemljišne parcele i omogućenja izgradnju crkve. Nakon što je nadbiskupijin ekonom pisao lokalnim vlastima, dobili su zahtjev za uplatu pristojbe za dobivanje suglasnosti od javnih i komunalnih poduzeća. Uplata je uslijedila odmah, no općinske vlasti mjesecima nisu ništa reagirale. Ožujka 2015. ponovno je poslana zamolba općinskom načelniku za dodjelu zemljišta. Poslije nova tri mjeseca šutnje od strane vlasti, Vrhbosanska nadbiskupija opet je poslala zamolbu. Vlasti su opet sporo reagirale. Tek srpnju načelnik se oglasio porukom da je postupak u tijeku i da se radi skica lokacije. Uslijedili su novi zahtjevi. Zatražili su od nadbiskupije uplatiti 400 KM na ime osiguranja troškova u predmetu zahtjeva za dodjelu zemljišta. Traženi je novac uplaćen, poslani su i novi upiti načelniku, no do travnja 2016. Vrhbosanska nadbiskupija nije dobila ni jedan dokument ili dozvolu za početak izgradnje crkve.
Službeno nema objašnjenja pa kruže priče zajedničkog nazivnika da lokalna vlast zapravo ne želi izgradnju crkve i da se toga osobito boji u izbornoj godini, zbog straha reakcije svog biračkog tijela "Zašto da se gradi crkva kad u Goraždu skoro da i nema katolika". Zbog zastoja, novac namijenjen izgradnji danas je neaktiviran na bankovnom računu Vrhbosanske nadbiskupije – Župe Goražde. Zbog neizgradnje je i sami najveći donator, profesor Musa rezignirano uputio otvoreno pismo u kojem čak predlaže prenamjenu darovanih sredstava za druge potrebe Crkve ili katolika u BiH.
Vlasti blokiraju gradnju kapelice. Katolička crkva je izričita sa zahtjevom za gradnjom crkve na lokaciji koja simbolizira stradanje Drinskih mučenica. Spomen-crkvica bila bi 50-60 četvornih metara. Općinske vlasti pravdaju se da na toj lokaciji nema prostora za gradnju, da je to privatno zemljište i da to nije predviđeno regulacijskim planom. Nude u zamjenu lokaciju gdje je za vrijeme Austro-Ugarske postojala kapelica, da je ucrtana i da je u tijeku ponovo regulacijski plan. Vrhbosanska nadbiskupiju stalno podsjeća da je ta kapela uz postojeće spomen-obilježje šansa za grad u smislu vjerskog turizma, zato što nakon što je podignuto spomen-obilježje Drinskim mučenicama, Goražde pohodi veliki broj vjernika iz cijeloga svijeta.
Dodatni motiv za gradnju je što je srpska vojska u pokoljima u području rijeke Drine uz granicu NDH sa Srbijom ubila i župnika iz Goražda don Ivana Miletića (u to vrijeme još je živio veliki broj katolika u gradu) koji je prebjegao iz Goražda u Višegrad.
2020. godine uspjeli su u Crkvi dobiti mogućnost ponovno kupiti zemljište i izgraditi crkvu koju su komunisti srušili 1957. godine. Planiraju izgraditi svetište. Etape koje se mora realizirati su kupovina zemljišta, dobivanje potrebnih dozvola za izgradnju istog od strane nadležnih institucija za što se ima pozitivna obećanja i reakcije. Kompleks budućeg svetišta uključuje muzej, spomen sobu, crkvu, trg i svratište.

## Vanjske poveznice
- KTA don Josip Tadić: Molba za potporu izgradnje crkve Drinskih mučenica u Goraždu, 29. veljače 2020.